# 100% (sång av Victor och Natten)
100% är en låt av den svenska sångaren Victor och Natten. Låten skrevs av Dag Lundberg, Melker och Jesper Lundh. Den deltog i Melodifestivalen 2016 och placerade sig på sjätte plats i den andra semifinalen.

## Låtlista
| 1. | 100% | 2:59 |